# Cai Yalin
Cai Yalin (chiń. 蔡亚林; pinyin Cài Yàlín; ur. 3 września 1977 w Chengde) – chiński strzelec.

## Kariera

### Początki
Strzelectwo uprawia od 1991, kiedy to rozpoczął treningi w amatorskim klubie, w którym jego trenerem był Tan Wanming. W 1994 zapisał się do pierwszego zawodowego klubu, gdzie trenował go Chang Jingchun. W 1997 został członkiem kadry narodowej i rozpoczął starty w zawodach.

### Rozwój i zakończenie
W 1997 zajął trzecie miejsce na mistrzostwach kraju w strzelaniu z karabinu pneumatycznego z 10 m. Rok później w tej samej konkurencji zdobył dwa medale igrzysk azjatyckich: złoty indywidualnie i srebrny drużynowo, a także zajął 7. miejsce w zawodach indywidualnych na mistrzostwach świata. W 2000 wystartował na igrzyskach olimpijskich, na których wziął udział w strzelaniu z karabinu pneumatycznego z 10 m oraz z karabinu małokalibrowego (trzy postawy) z 50 m. W tej pierwszej konkurencji wywalczył złoto z 696,4 pkt, pobijając rekord olimpijski w tej konkurencji o 0,7 pkt. Gorzej poszło mu natomiast w drugiej konkurencji, w której uplasował się na 38. pozycji z 1143 pkt. W 2002 ponownie wystartował na igrzyskach azjatyckich, na których zdobył dwa złote medale w konkurencjach drużynowych: w strzelaniu z karabinu pneumatycznego z 10 m, w którym chiński zespół pobił rekord świata z wynikiem 1788 pkt oraz w strzelaniu z karabinu dowolnego z trzech pozycji z 50 m (chiński zespół uzyskał 3472 pkt i pobił rekord Azji). Ponadto został wicemistrzem świata w drużynowym strzelaniu z karabinu pneumatycznego z 10 m. W tym samym roku zakończył karierę, po tym, jak nie udało mu się zakwalifikować na igrzyska olimpijskie i został trenerem.